# Abrothrix illutea
Abrothrix illutea is een zoogdier uit de familie van de Cricetidae. De wetenschappelijke naam van de soort werd voor het eerst geldig gepubliceerd door Thomas in 1925.

## Verspreidingsgebied
De soort wordt aangetroffen in het noordwesten van Argentinië.